# Tambor de crioula

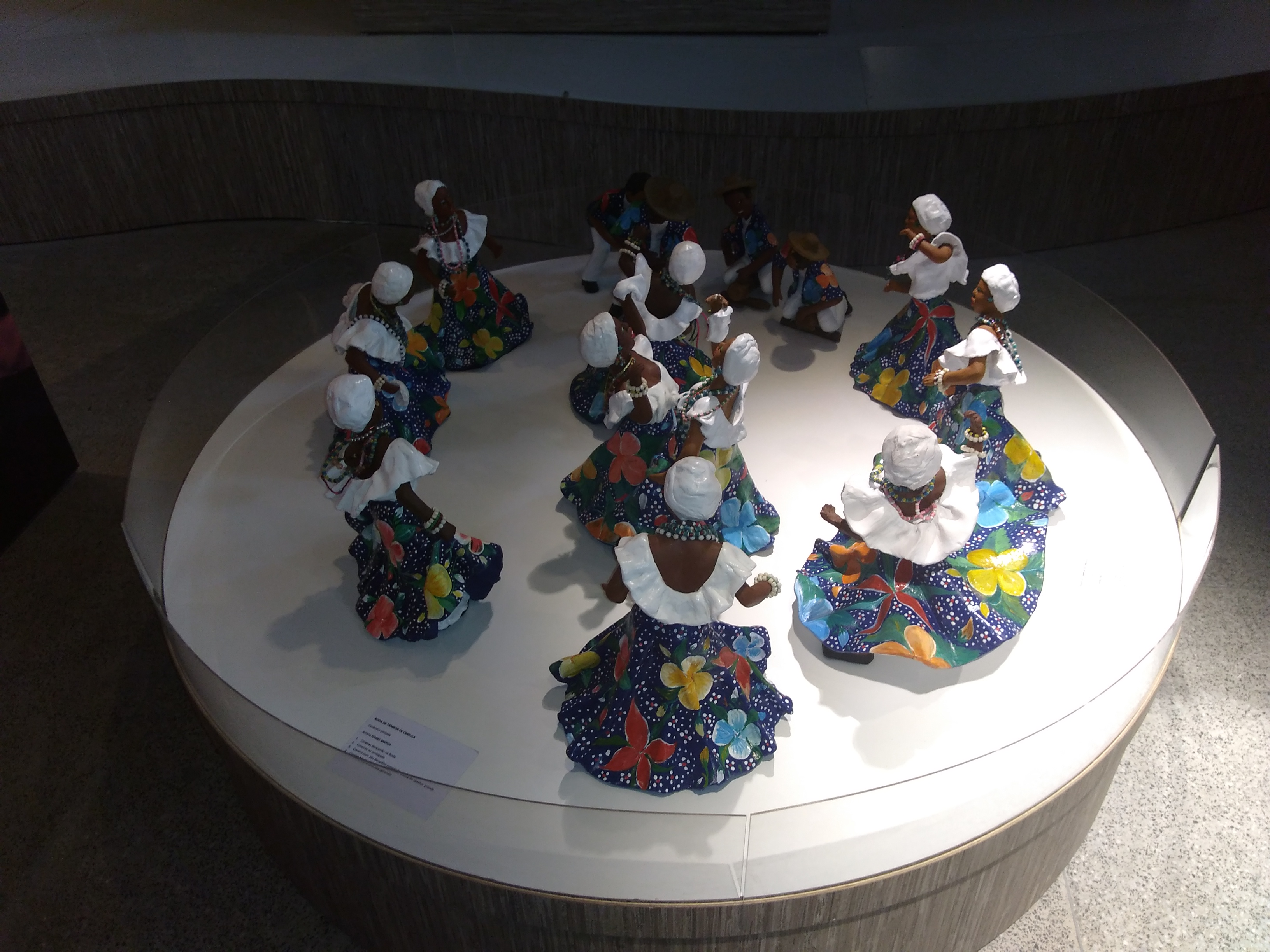
Exposición en la Casa de Tambor de Crioula, representando a mujeres bailando con su ropa típica.

Tambor de Crioula es una forma de expresión de la cultura afrobrasileña en el estado de Maranhão, en Brasil, que involucra baile circular, canto y percusión de tambores.
Esta manifestación afrobrasileña ocurre en la mayoría de los municipios de Maranhão, con una danza circular femenina, canto y percusión de tambores.
El Tambor de Crioula fue reconocido como Patrimonio Cultural Inmaterial de Brasil en 2007 por IPHAN.

## Tradicciones
Ya sea al aire libre, en las plazas, dentro de los terreiros, o asociado con otros eventos y manifestaciones, se lleva a cabo sin una ubicación específica o un horario fijo y se practica especialmente en la alabanza de San Benito de Palermo (el santo negro).
Es una danza circular marcada por la percusión de tres tambores hechos a mano (parelhas) cubiertos de cuero, afinados por el fuego y tocados por hombres (coureiros). Las mujeres (coureiras) con sus hermosas faldas redondas y de colores bailan en una coreografía muy peculiar marcada por la "punga" o "umbigada".
La casa de Tambor de Crioula. Otras manifestaciones culturales típicas de Maranhão son bumba-meu-boi y cacuriá.

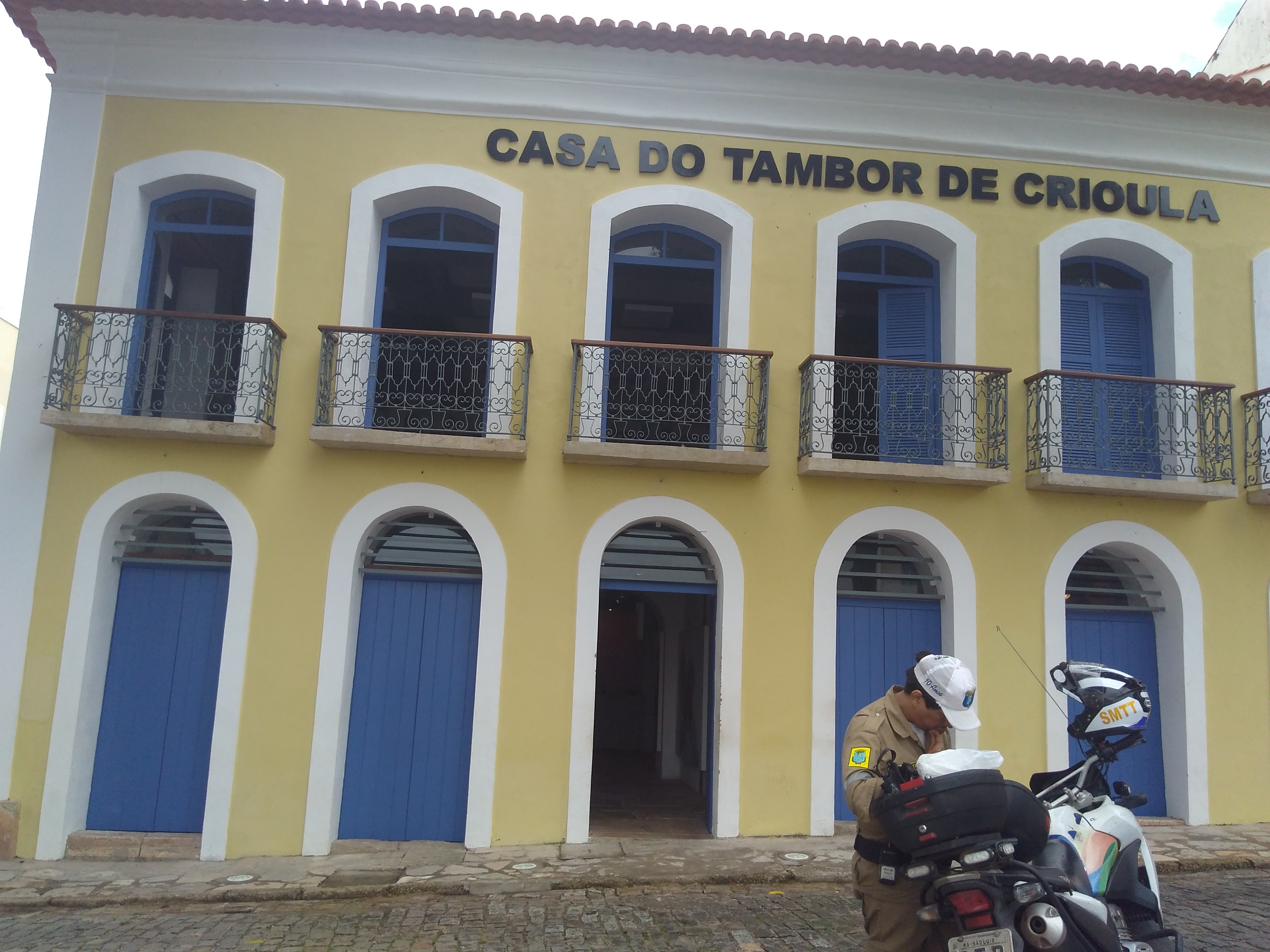
La casa de Tambor de Crioula

## Museo
En 2018, en la ciudad de São Luís, capital de Maranhão, se fundó la Casa de Tambor de Crioula (Casa do Tambor de Crioula), un museo dedicado a la preservación de la memoria y la tradición de esta expresión cultural, que funciona como un centro de documentación e investigación y para la difusión de la danza, con un lugar para presentaciones.